# Атач, Нурулла
Нурулла Атач (тур. Nurullah Ataç, 23 августа 1898, Стамбул — 17 мая 1957, Анкара) — турецкий поэт, переводчик, литературовед и литературный критик.

## Биография
Родился 21 августа 1898 года в Стамбуле. Его отцом был османский чиновник Мехмет Ата-бей, который перевёл на турецкий труд Йозефа фон Хаммера «История Османской империи». Мать звали Мюнире-ханум. Нурулла был их седьмым ребёнком. Мать Нуруллы Атача умерла в 1909 году, отец — в 1919 году.
Учился в идади и лицее «Мектеб-и Султани», но, проучившись четыре года, не закончил его, поскольку перевёлся в расположенный в Женеве частный колледж, который, впрочем, также не закончил. Во время учёбы там он познакомился с писателем Якубом Кадри Караосманоглу, а также улучшил уровень владения, французским языком, изучать который Атач начал ещё в «Мектеб-и Султани».
Из-за финансовых проблем, Атач вынужден был прервать обучение в женевском колледже и вернуться в Стамбул. Там он поступил на литературный факультет Дарюльфюнуна. Там он познакомился Яхьей Кемалем Беятлы, а также его сподвижниками. Личное знакомство с ними, впрочем, не помешало Атачу поддержать основанное Орханом Вели литературное движение Гарип, сторонники которого, в отличие от соратников Яхьи Кемаля, считали, что турецким литературным деятелям следует разорвать связи со сложившейся к тому османской литературной традицией и реорганизовать всё по западному образцу. Особенно ярые споры по поводу будущего пути развития турецкой литературы были у Нуруллы Атача с Ахмедом Хамди Танпынаром.
После завершения учёбы преподавал французский язык, был редактором нескольких государственных периодических изданий, а также перевёл несколько книг для министерства образования.
После ряда безуспешных попыток проявить себя в качестве поэта и драматурга, обрёл своё призвание на поприще литературной критики.
Умер 17 мая 1957 года в Стамбуле.
Нурулла Атач был одним из самых знаменитых литературных критиков Турции своего времени. Его жизни и вкладу в литературу посвящено множество работ, среди их авторов Тахир Алангу, Метин Анд, Хюсейин Джёнтюрк и Асым Безирджи. В работах Нуруллы Атача представлен субъективистский подход в литературной критике, даже сам Атач считал себя моралистом, а не литературным критиком. В противоположность субъективизму существовал также менее распространённый в то время объективистский подход, наиболее известным представителем которого Хюсейин Джёнтюрк.